# Історія Великої Бурімки
Велика Бурімка — село у Чорнобаївському районі Черкаської області. Розташоване на високій терасі правого берега річки Сула.

## Давня історія
Поблизу села знайдено знаряддя праці з кременю часів палеоліту та кераміка доби бронзи.

## ЧасиКиївської Русі
Поселення відоме з 1185 року. Михайло Максимович у праці «О десяти городах и некоторых селах древней Украины», говорячи про давні міста-фортеці по річці Сулі згадує:

| «упоминаемый в той же книге (Книге Большого Чертежа) «град Буромля», хоть и не упомянут древним летописцем, но он, конечно, ровесник Лукомле и одного с ним происхождения. В прошлом столетии он назывался уже Буромкою и считался местечком сотни Горошинской» |
А інший дослідник «Истории Переяславской земли с древнейших времен до пол. XIII в.» Василь Ляскоронський зазначає:

| «Городища возникали со стратегической целью — защиты окрестного населения от врагов… Подобные же земляные укрепления встречаются по р. Суле — в Глинске, в Лохвице, Лубнах, Александровке, Лукомье, Буромке, Воинской Гребле и пр.» |

| … На правом возвышенном берегу р. Сулы и расположились ряд укреплений, известных уже со времени глубокой древности таковы: Ромны, Снятин, Лубны, Лукомье, Горошин, Буромка, Жовнин. Они встречаются в XI–XII вв.» |

| «…На правом берегу Сулы, почти напротив м. Горошина, находится м. Буромка, упоминаемая в Книге Большого Чертежа под именем Буромля, она же есть и на карте Боплана, и в описании тарифа подымной подати Киевского воеводства 1631 г. Буромка близко подходит по корню к имени Рыма, Римова (местное население называет это поселение Буримка с ударением на «и»)» |

| «У 1185 г. половцы разорили Посулье. …Римов находился на нижней Суле вблизи м. Буримки» |.

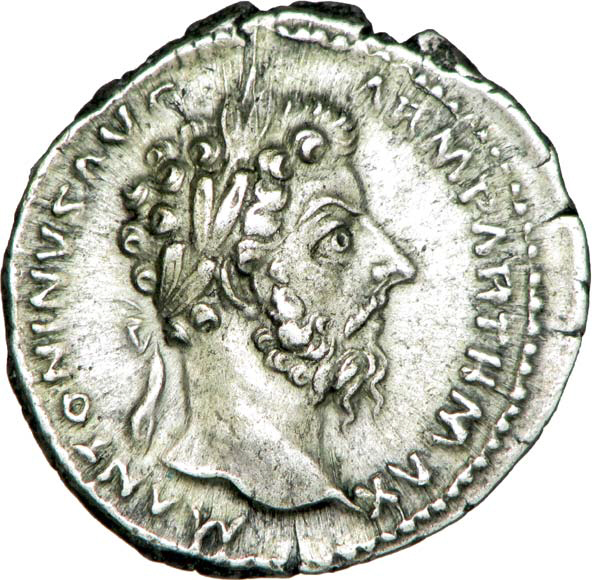
Монета Марка Аврелія

Багато вчених-істориків вважають назви Римів та Бурімка тотожними, інші ж, навпаки, вбачають у цих назвах два різних містечка. На східній окраїні села виявлено і обстежено комплекс городищ, які датуються 10-13 століттями. 1947 року городища були обстежені групою АН УРСР, які підтвердили зроблені раніше спостереження. 1979 року Ю. Ю. Моргунов, після власних досліджень, вніс деякі істотні уточнення. Давньоруське поселення на території села мало економічні зв'язки з іншими землями, про що свідчить знайдена тут ще в 1873 року Д. Я. Самоквасовим велика срібна монета Марка Аврелія. Проте наприкінці 12 століття, після невдалого походу князя Ігора Святославовича на половців, на посулянські укріплення напав Кончак і зруйнував їх. 1239 року полчища татаро-монгол остаточно зруйнували і поневолили Посулля.

## 15-17 століття
З кінця 15 століття місцевість починає відроджуватись і залюднюватись. У кінці 16 століття на лівому березі Дніпра уже були 3 полки: Переяславський, Полтавський та Миргородський. Тоді, ймовірно, була й Бурімка, як козацьке поселення. У середині 17 століття Бурімка (Буромля) вже широко згадується у різних документах:

| «…Буромля входила в состав «Вишневеччины». По Инвентарю 1641 г., значится 158 господарей (козаков)» |.
1648 року Бурімка — сотенне містечко Іркліївського полку. Вона позначена і як фортеця на карті французького військового інженера Боплана 1650 року. Після Зборівської угоди 1649 року, коли Іркліївський полк перестав існувати, козаки Бурімської (Боромльської) сотні влилися Городищенської, Яблунівської та Оржицької сотень Кропивнянського полку. Пізніше, сотня існувала нетривалий час у  1663—1667 роках після відновлення Іваном Брюховецьким, перебувала цього разу у складі Переяславського полку. У роки національно-визвольної війни середини 17 століття бурімські козаки підтримали повстанців Лисенка та Вовгуру, поповнили загони Максима Кривоноса. За переказами через містечко проїжджав сам Богдан Хмельницький. У Великобурімському парку і досі є пам'ять про цю неординарну подію — майже 900-літній дуб з відбитками мідної печатки гетьмана. Через Бурімку у листопаді того ж року лежав шлях російського посланника Неронова до Богдана Хмельницького у Чигирин. Через Бурімку у травні 1666 року відбувся похід українсько-татарського війська Петра Дорошенка на Лівобережжя:

| «В 1666 г. черкасские и чигиринские козаки с помощью татар и поляков ограбили окрестности Буромки» |.
Того ж 1666 року за спеціальним наказом царя стольник О. Ізмайлов мав доручення «переписать всяких чинов, желецких, промышленных и тяглых людей в селах и деревнях крестьян и бобылей» для збирання податків. Так з'явилися Переписні книги, в яких значилось:

| «в г. Боромля с войта Елфима Максимова со товарищи с 18-и человек по полтине с дыму да с 7-и волов денежного окладу с вола по 4 алтына деньгою да хлеба по полуосьмачке ржи и овса пополам. И всего с буромских мещан с 18-и человек и 7-и волов денежного окладу подымного и с волов 9 руб 29 алтын деньгою, а хлеба с волов три осьмачки с полуосьмачкою ржи и овса пополам» |
У 2 половині 17 століття Бурімка — рангове володіння пана полковника Лубенського Івана Івановича Кулябки. Крім занять землеробством та скотарством у Бурімці розвивалось виробництво селітри (залишки селітрового виробництва виявлені під час археологічних досліджень). Тоді ж діяла православна Дмитрівська церква. Велику роль у житті поселення відігравала і громада:

| Горошенское сотенное правление доносит: «В сотне же Горошинской при селе Буромце поле пахотное. Там же вместе с оным и сенокосное, по древнему тому установлению, обще всеми жителями, козаками и посполитыми ранговыми госп.полк. Лубенского Ивана Петровича Кулябки, употребляются, сколько кому якого лета к паханию и сенокосу надобность укажет и где кто себе застигнет, тамо орет либо косит, а собственного неякого не имеется. Громада же давала земли церкви» |

## 18-19 століття

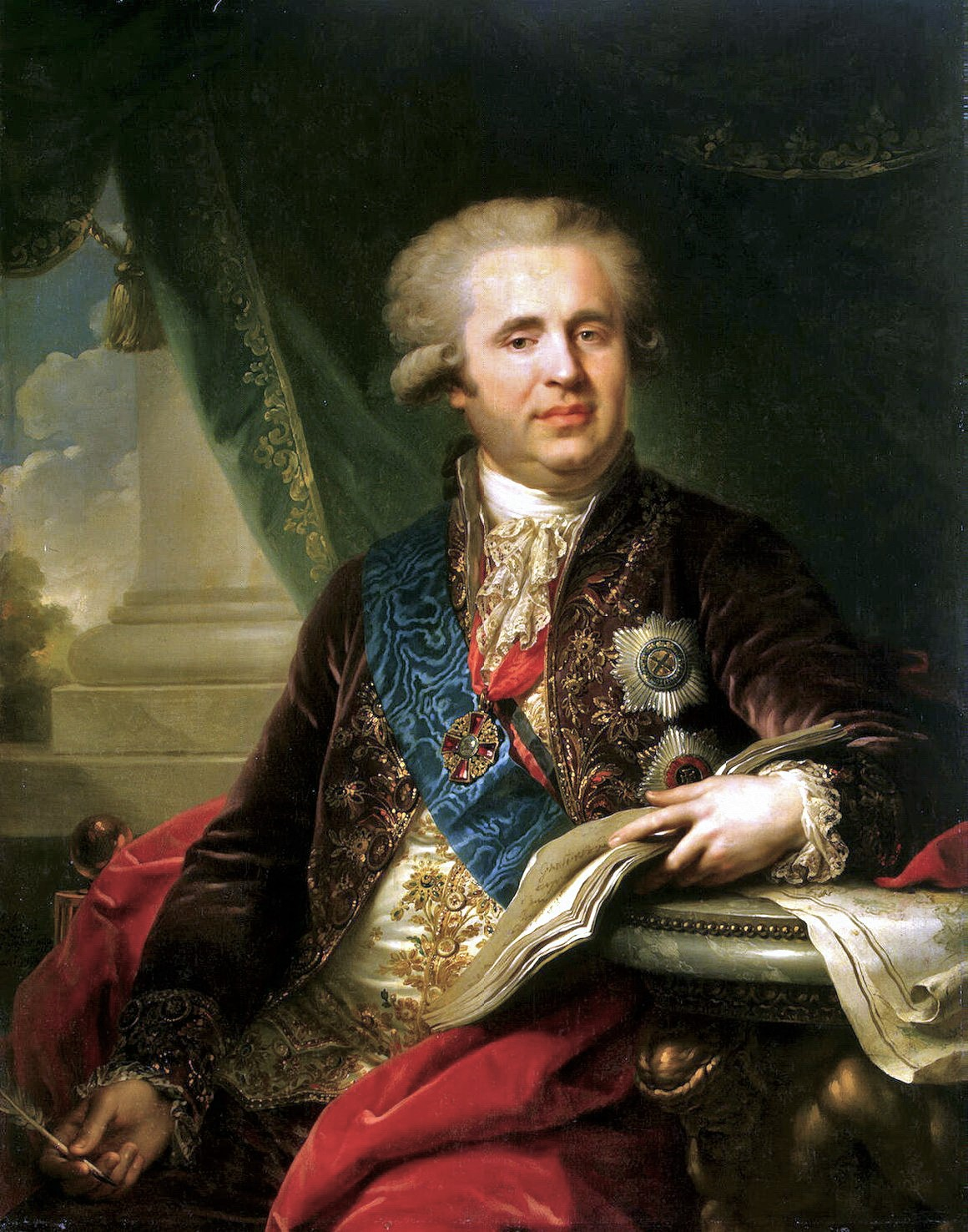
О. А. Безбородько

У 18 столітті Бурімка перебувала у ранговому володінні полковників Лубенського полку. З  1781 року Бурімка спочатку перебувала у складі Лубенського та Городиського, а з 1797 року Золотоніського повітів. За гетьмана Кирила Розумовського відбулася спроба зміцнити полково-сотенний устрій. Тоді сотенними містами Лубенського полку стали Бурімка, Вереміївка, Жовнин, Оржиця. Але вже 1781 року Бурімка входить до Горошинської сотні Лубенського полку. У містечку числилось: 1 хата різночинців, 3 духовенства, І священослужителів, 34 козацьких, 29 козацьких підпомічників, 293 посполитих коронних і рангових, 3 посполитих власницьких, а всього 359 хат. 1782 року полково-сотенний устрій остаточно скасовано і Бурімка Городиського повіту нараховує 1065 жителів «разного звания казенные люди и казаки». У 1797–1801 роках у Бурімці Золотоніського повіту проживало 934 особи. З 1802 і до 1920 років Бурімка перебувала у складі Золотоніського повіту Полтавської губернії.
1783 року містечко Бурімка (тепер паралельно вживається і Велика Бурімка на відміну від сусіднього села Мала Бурімка) із рангового переходить у власність Олександра Андрійовича Безбородька (1747–1799) — дійсного таємного радника, графа, найяснішого князя, канцлера, вихідця з козацької старшини Переяславського полку. Всі справи в маєтку вершив управляючий, а ним був дід (по матері Гликерії Федорівні) Михайла Максимовича — Федір Назарович Тимківський, а після його смерті 1790 року — брат Іван Назарович. Тоді у селі працювали 2 найбільших у повіті кінних заводи. Після смерті Олександра Безбородька його маєток дістався меншому братові Іллі Андрійовичу Безбородьку (1756–1815) — військовому, генерал-майору, таємному раднику імператора, сенатору. За часи управління Безбродьками біля села на площі 100 десятин закладено великий парк, що переходить у лісовий масив з тополевими та каштановими алеями, дубовими, березовими та кленовими насадженнями.
Село є на мапі 1800 року.

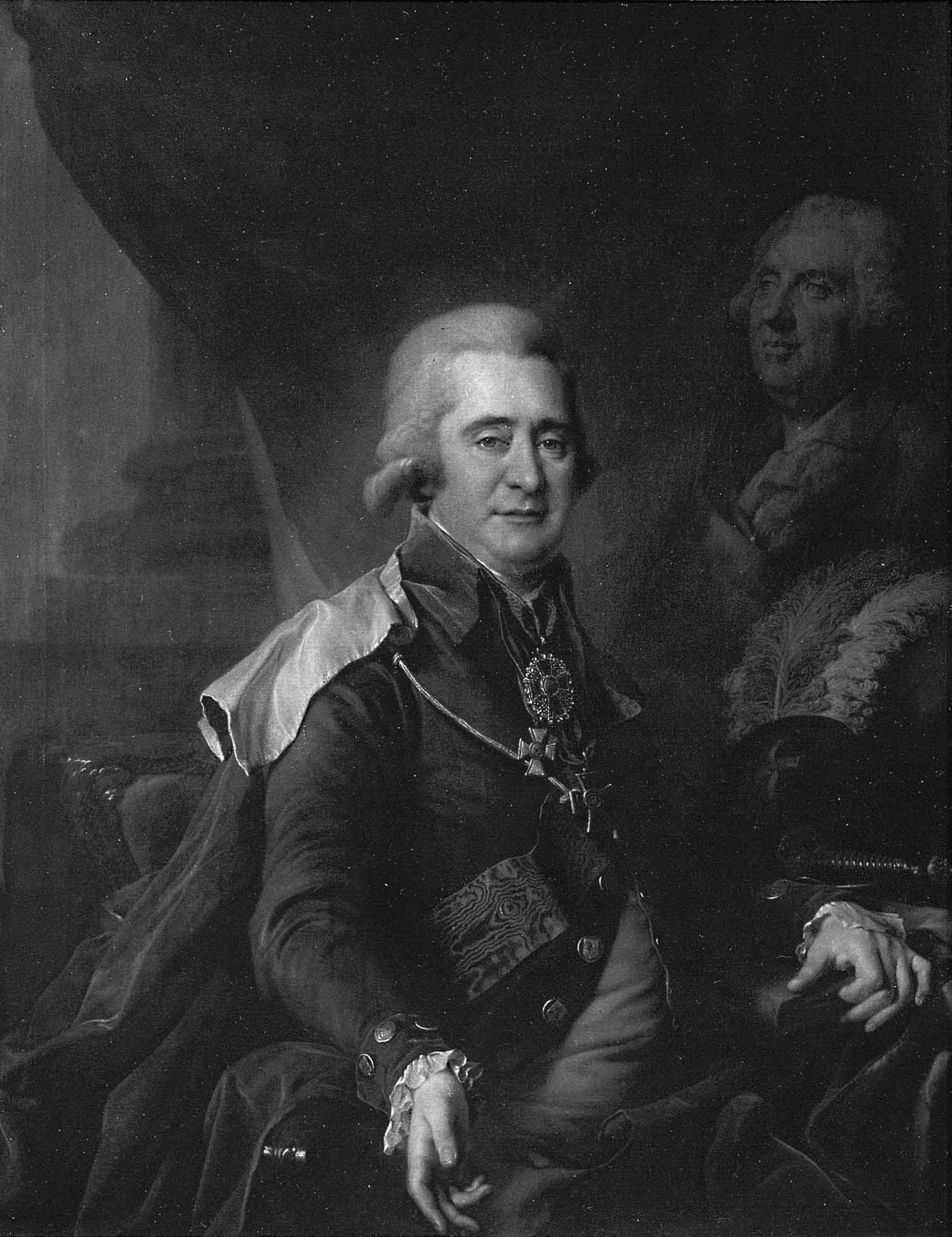
І. А. Безбородько

Після смерті Іллі Безбородька маєток перейшов у спадок дочці Клеопатрі Іллівні, одруженій з генерал-майором Олександром Яковичем Лобановим-Ростовським (1783–1866) — князем, письменником. Безбородьки у Великій Бурімці мали 69 дворових і 1253 різних селян, їх володіння були і в навколишніх селах: Лящівці, Малій Бурімці, Матвіївці, Малій Чевельчі та ще інших 5 селах Золотоніського повіту. Більшість з них, зокрема і Велика Бурімка 1828 року після смерті Клеопатри Лобанової-Ростовської придбав граф Михайло Михайлович Сперанський (1772–1839) — визначний державний діяч, член Державної ради, упорядник «Зводу законів» 1833 року для своєї єдиної дочки Єлизавети Михайлівни, у шлюбі Фролової-Багреєвої (1799–1857). Єлизавета Михайлівна вступила безпосередньо у володіння маєтком після смерті графа Михайла Сперанського.
1822 року Єлизавета Михайлівна одружилась, її чоловік Олександр Фролов-Багрєєв (1785–1845) — учасник російсько-французької війни 1812 року, служив при Барклаї де Толлі, чернігівський губернатор, член ради міністра фінансів, управляючий Державним займовим банком, сенатор, дійсний таємний радник. Бабуся по матері Олександра Олексійовича — Уляна Андріївна Кочубей — старша сестра Олександра Андрійовича Безбородька та Іллі Андрійовича Безбородька, колишніх власників села. Отож попередня власниця Клеопатра Іллівна доводилася Фролову-Багреєву двоюрідною тіткою. Згодом маєтність перейшла до дочки Єлизавети Михайлівни графині Марії Олександрівни (1826–1887), одруженої 1845 року з князем Родіоном Миколайовичем Кантакузіним (1812–1880). У них 1847 року народився син Михайло Родіонович. 1872 року за проханням княгині Марії Олександрівни у день 100-річчя з дня народження графа імператор Олександр ІІ дозволив до прізвища її повнолітнього сина князя Михайла Родіоновича Кантакузіна додати титул і прізвище графа Сперанського, якби прізвище прославленого графа продовжилося в його нащадках. Так з того часу офіційно власників Великої Бурімки стали іменувати князь Кантакузін граф Сперанський. Декілька поколінь цієї відомої династії володіли Великою Бурімкою.
Після реформи 1861 року була утворена Великобурімська волость Золотоніського повіту. 1900 року волосним старшиною був селянин Омелян Феодосійович Клочко. Великобурімська волость разом з Іркліївською і Мойсинською входила до 3-ї земської дільниці, 10-ї лікувальної дільниці, де лікарем був лікар Василь Федорович Лукашов, фельдшери Яків Юхимович Савченко, Федір Федорович Мірошниченко. У маєтку Кантакузіних-Сперанських у 19 столітті діяла лікарня. 2 лютого 1897 року відкрито безкоштовну читальню, яка мала фонд із 400 книг, завідуючим став селянин Павло Семенович Трюхан. У 1908–1909 роках вона нараховувала вже 646 книг. У Великій Бурімці ще з 1845 року працювало народне училище, а з 1860-х — міністерська школа. Крім того при Дмитрівській церкві працювала церковно-парафіяльна, а згодом ще й недільна школи. Тут (за даними на 17 травня 1846 року) була навіть приватна єврейська школа Іцька Студенецького, яку утримував міщанин Хадаримов Меламдах.
1892 року була освячена Дмитрівська церква, збудована коштом князів Кантакузіних графів Сперанських. Будівля мала висоту 8 метрів, великий та 12 малих куполів. Збудована на місці земляного валу. Священиком працював Никанор Григорович Соколовський — батько майбутнього відомого академіка та ґрунтознавця Олексія Соколовського. Після Никанора Соколовського священиками приходу працювали Іполит Гаврилович Прокопенко та Микола Федоренко. Церква була зруйнована 1928 року.

## Початок20 століття
Неспокійними видалися для жителів Великої Бурімки роки першої російської революції (1905–1907). У Великій Бурімці 1904 року була створена «Спілка» (УСДС), в роки революції вона діяла дуже активно. 9 грудня 1905 року інспектор Полтавської губернії Краузе доповідав: «В Буромке Золотоношского уезда крестьяне, игнорируя установленные сельские власти, назначили зависимых лишь от них старшин. Масса ждет выборов в Государственную думу и положительных законов относительно наделения землей». В іншому документі йдеться про те, що в економії почали палити будівлі, але козаки припинили рух. У селі діяв волосний комітет селянської «Спілки», голова якого, сільський фельдшер Лісовський, був арештований, а разом з ним і вчителі Р. М. Панченко, Р. І. Голуб. За Третім земським переписом 1910 року у селі зареєстровано 736 господарств, з них козацьких — 10, селянських — 708, єврейських — 5, інших — 13. Населенням становило 4671 осіб, що мали 13737 десятин землі, в тому числі орної 8926 десятин. На все село була 371 голова ВРХ, у Кантакузіних-Сперанських — 408 голів та 144 коней. 70 господарів мали невеликі фруктові садки (загальна площа 5 десятин), а сад Кантакузіних-Сперанських — 20 десятин. За період 1889–1914 років селянами викуплено у князів Кантакузених 2837,5 десятин землі. Зароджувався міцний прошарок селян-власників, у володінні яких вже було 30 вітряків.
В маєтку Кантакузін-Сперанських працювало 2 парових млини, олійня, винокурня, цегляний завод, навколо — велике лісове господарство, продовжував працювати конезавод. На цій основі Кантакузіни-Сперанські мали ділові стосунки із сусіднім староковрайським кінним заводом, що був у власності Павло Ланге і В. В. Цимбалистової, та при хуторі Веселому (власниця Н. Л. Мусман). Розведення чистокровних коней було надзвичайно прибутковою справою. На всю округу був відомий великобурімський хор, організований за велінням княгині Є. К. Кантакузін графині Сперанської, яка любила слухати церковні та українські пісні. Тут бував композитор Гордій Гладкий, де записав пісні, які виконував великобурімський хор. Його пісні на слова Тараса Шевченка видані у Києві окремою книжечкою, на титульній сторінці якої написано: «Буромские зимние досуги. Воспоминания о Г. П. Гладком…». Гості маєтку захоплювались великою бібліотекою графа Михайла Сперанського (згоріла разом із маєтком 1918 року), прекрасним художнім оздобленням маєтку, роботами вишивальниць. Тут ще з середини 19 століття була відома далеко за межами повіту вишивальна майстерня, де працювали шовком, бісером, оздоблювали речі панського побуту: подушки, одяг, гаманці, чохли на меблі тощо.
Перша світова війна внесла труднощі у життя села. Чоловіче населення було мобілізоване, вести господарство і обробляти землю не вистачало робочих рук. Графиня Єлизавета Карлівна та її невістка Марія Олександрівна домоглися присилки на роботи у маєток австрійських полонених. Княгиня Марія Кантакузіна-Сперанська у своєму щоденнику писала: 
| «Без мужчин было трудно… Многие женщины носили одежду своих мужей, работая на полях; за лошадьми и скотиной присматривали старики не годные к службе. Женщины и дети помогали военнопленным собирать урожай, заготавливали на зиму дрова, чинили свои дома, перекрывали крыши, ковали лошадей, ремонтировали сельскохозяйственные машины… поместье жило, давало доход и кормило армию» |
Станом на 1909 рік у селі працювала дільнична амбулаторія, яка обслуговувала 7 населених пунктів (11816 осіб), працювали 1 фельдшер при амбулаторії і 1 фельдшер на дільниці. Лікаря не було, стаціонарного лікування також. 1914 року відкрито нове приміщення лікарні, що мала 10 ліжок. Готувались і власні кадри медиків. У 1917–1919 роках лікарню очолював Олексій Якович Орда, з родини мойсинських священнослужителів. Торговельне обслуговування забезпечували 3 лавки, 4 рази на рік (9 березня, 25 квітня, 24 червня, 1 листопада) проводились ярмарки. У квітні 1916 року почала діяти залізниця Гришино-Рівне, будівництво якої було проведено завдяки коштам французького фельдмаршала Жоффра.
У 1913–1914 роках завідувачем зразкового двокласного міністерського училища працював Віктор Іванович Андрієнко, а учителькою Ольга Михайлівна Хіманова. Земським фельдшером у лікарні працював син псаломщика колезький реєстратор Іван Васильович Лісовський, який був арештований 1905 року, але потім звільнений.

## Радянський період

### Становлення
Інтелігенція села підтримувала Центральну Раду в її боротьбі за автономію України. Селян хвилювали насамперед земля і воля. На прохання громади виконком Золотоніської повітової Ради ухвалив 5 червня 1917 року рішення передати в оренду селянам 5 тисяч десятин землі княгині Кантакузін. Постанова не виконувалася, селяни бунтували, було спалено маєток Кантакузіних, а разом з ним і бібліотека Сперанського. Збитки склали 5 мільйонів карбованців. Зі щоденника княгині Є. К. Кантакузін-Сперанської:

| «13 січня 1918 року ми одержали повідомлення…: наш дім пограбований і спалений… Всі дерев'яні будівлі знищені, залишилися лише кам'яні стіни того будинку, який в 1887 році почали добудовувати… У попіл перетворилися безцінні портрети і картини, старовинні меблі і витвори мистецтва, більше 30000 книг, всі архіви Кантакузіних і бібліотека Сперанського…» |
1919 року член сільради Пилип Надточій повідомляв у Золотоношу: «…клубів, бібліотек, читалень у волості немає». 1918 року було створено комітет бідноти, перерозподіл землі продовжився. У січні-березні того ж року у селі працював волосний виконком у складі А. К. Захарченка, Ю. Г. Мірошниченка, О. Т. Комашка, В. М. Бабича, О. П. Бондаренка та С. Л. Замули. Прихід німецьких військ під час Першої світової війни викликали опір. Селяни Великої Бурімки та навколишніх сіл брали участь у травневому повстанні. Розправа над ними була жорстокою, проведено вилучення зброї і майна, спалено хати зачинщиків опору.
З відновленням радянської влади на початку 1919 року у Великобурімській волості вся влада належала волосному військкомісаріату (комісар Яків Гнатович Марченко, з червня 1919 року — Манзін). Було націоналізовано власність Кантакузіних, на руїнах маєтку з уцілілими господарськими спорудами створили радгосп. Був націоналізований також млин на двигуні внутрішнього згорання, який обслуговував і навколишні населені пункти. У волості, як і в повіті, було неспокійно. Спокій підтримувала бригада Богунського, яка утримувалася коштом повіту. У Золотоноші окрім 2-го Інтернаціонального полку перед наступом військ Антона Денікіна було сформовано 1-ий Золотоніський запасний полк у складі 287 бійців, сотню Великобурімської волості очолив фельдфебель Андріян Юхимович Вербицький. У липні сотня входила до складу бригади Богунського, проте невдовзі він був розформований.

### 1920-ті
У голодні 1921—1923 роки після приїзду до села представника повітревкому Л. К. Обушного селу зменшена сума продподатку на 8000 карбованців. Але ситуація була дуже напруженою. До голоду і бандитизму додалася ще й епідемія сипного тифу та віспи. Після збирання врожаю 1922 року становище дещо поліпшилося, але продподаток волость не виконувала. Дещо легша ситуація була в радгоспі, який для зміцнення бази одержував певну допомогу держави. Радгосп з початку виникнення спеціалізувався як племінний по вирощуванню коней і свиней. Першим директором радгоспу був Яким Андріянович Обловатий, у 1923 році радгосп очолив Йосип Семенович Беккер, у 1928–1929 роках — Юхим Тимофійович Ришков. Станом на 1 березня 1925 року у радгоспі працювало 58 робітників. З 7 березня 1923 року згідно з новим адміністративно-територіальним поділом Велика Бурімка увійшла до складу Чорнобаївського району Золотоніської округи Полтавської губернії. З 10 червня 1925 року село стало центром сільської ради Чорнобаївського району вже Шевченківської округи. На території сільради знаходились село Велика Бурімка (972 господарства, 4860 осіб, племрадгосп) та хутір Заглибокого (7 господарств, 48 жителів). 1926 року відбулися вибори до сільради та делегатів на районний з'їзд. У списках виборців значилось 2519 осіб (позбавлених виборчих прав 21 особа), на вибори з'явилося лише 1220 виборців. До складу сільської ради обрано 48 членів, з них 42 чоловіки і 6 жінок. Крім 48 членів сільради було ще 16 кандидатів у голови сільської ради та 5 членів і кандидатів у члени ревкомісії. Кандидатом був і Плішко Андрій Іларіонович — голова Чорнобаївського райвиконкому 1938–1939 років.
Головою сільради у березні 1926 року обрано Олександра Трохимовича Комашка. 7-10 березня відбувся 4 районний з'їзд, де було обрано новий склад райвиконкому, на засіданні якого 10 березня головою був обраний великобурімчанин Юхим Гаврилович Мірошниченко, а в склад (президії) — ще один великобурімчанин Сисой Олексійович Дзюба. Членом райвиконкому обраний і голова Великобурімської сільради О. Т. Комашко. У період НЕПу створено машино-тракторне товариство. 1925 року його очолював Петро Калюжний. Існувало кредитне товариство з балансом 55361 карбованців і заборгованістю 34477 карбованців. Школи у Великій Бурімці працювали постійно. Навіть у роки війни працювали земська (завідувач Олена Рудічева), 6-комплектна (завідувач Порфирій Опанасович Комашко), початкова (колишня ЦПШ). 1919 року 5-класній гімназії Золотоніський повітовий відділ народної освіти виділив 99650 карбованців на зарплату вчителям та понад 13000 карбованців на опалення, освітлення і утримання сторожа. Всі 127 учнів гімназії навчалися безкоштовно. У 6-комплектній школі (колишній гімназії) навчалося в 1924—1925 навчальному році лише 214 учнів. На наступний навчальний рік планувалося відкриття 7-річної школи. Станом на 1930 рік у списках для сільгоспподатку значиться: село Велика Бурімка (990 господарств, 4983 осіб), хутір Березове (1 господарство, 4 особи), ще 2 невеликих хутори (по 1 господарству) лісова сторожка Чубарове (І господарство, 5 осіб) та племрадгосп (64 особи). Зміна кількості господарств викликана розкуркулюванням і виселенням. 1929 року в урочище «Кушнірка» виселено 22 господарства.

### 1930-ті
Колективізація йшла неспокійно. 9 лютого 1930 року газета «Радянська думка» писала: «Колишній гетьманський староста С.Панченко, агент поліції Шпильний, столипінський мужичок Нечипоренко із Великої Бурімки йшли на все, щоб зірвати колективізацію». Пізніше вони були репресовані. Першою жертвою репресій став сільський священик Михайло Данилович Савченко, який 3 вересня 1928 року був засуджений до 10 років (реабілітований лише 1989 року). Священик арештований, куполи і дзвони зняті, церква була закрита. А колективізація йшла своєю чергою. Ті, хто її не сприймав або чинив опір, у вересні 1929 року були арештовані та відправлені на 10 років у табори. 1929 року було засновано ТСОЗ «Визволення» (голова Юхим Федосійович Гаркуша), що обробляв 825 га. Створювалися ще колгоспи «Перемога», імені Воровського, імені Петровського, «Боротьба», «Нове Життя», «Оборона», «Ударник» та «Більшовик». 11 лютого 1930 року газета «Радянська думка» повідомляла: «У селі Велика Бурімка 70 % села об'єднані у 3 колгоспи: „Зірка“, „Комунар“, „Більшовик“». Згодом вони об'єдналися в 1 — «Більшовик». Його очолив колишній голова Чорнобаївського райвиконкому Юхим Гаврилович Мірошниченко. Площа земель колгоспу становила понад 4448 га, з них 10 га саду, 3556 га ріллі, понад 852 га сіножатей. Прибуток становив 272261 карбованців. Виселення куркулів тривало і у 1931—1932 роки. Зазнало село і страшних голодних втрат 1930-х років. У 1934–1941 роки у селі працювало 4 колгоспи: «Більшовик» (голова — Дмитро Панасович Кириленко), імені Кірова (Іван Мусійович Христенко), «Ударник» (Володимир Максимович Бабич та Лук'яненко Омелько Денисович), імені Воровського (Яків Михайлович Кириченко). 1934 року створено МТС, директором у 1937–1938 був Дмитро Опанасович Криленко. Тут працювали Михайло Трохимович Славський (в майбутньому голова сільради) та Андрій Іларіонович Плішко — у 1938-1941 роках голови Чорнобаївського райвиконкому. З 22 вересня 1937 року село увійшло до складу Полтавської області. Директором радгоспу «Свиновод» (а пізніше «Велика Бурімка») у цей час був Леонід Васильович Жданов.
Продовжувались репресії. У 1935–1939 роках жертвами стали ще 24 великобурімчани, з них 11 засуджені до розстрілу. Серед них колгоспник Купріян Григорович Петруша (1884-1935), лісничий Сергій Іванович Хадулін (1889-1937), ветлікар радгоспу Борис Лук'янович Зеленський (1904-1937), працівник МТС Іван Корнійович Надточій (1889—1938), колгоспник Семен Дмитрович Руденко (1888-1938). Вдруге арештовані (після відбуття 3-річного ув'язнення у таборах) і 1937 року розстріляні Сергій Федорович Комашко, Сергій Севастянович Панченко та Зіновій Тимофійович Шпильний. Як і С. Д. Руденко, звинувачувався в антирадянщині колишній бідняк, який був службовцем царської поліції Антон Єлисейович Комашко (1887-1938). Ще 15 осіб одержали вирок 10, 8 чи 5 років підневільної праці у таборах з позбавленням чи обмеженням громадянських прав. У вересні 1937 року забрали Федора Андріяновича Комашка (1906 р.н.) та Григорія Кузьмовича Моложавого (1886 р.н.), у жовтні — Івана Сергійовича Зубенка (1884 р.н.) та 60-річного Андрія Петровича Довженка (через 3 роки виправданий), вчителів Пасічного (1884 р.н.), Василя Софроновича Цимбалія (1900 р.н.), Данила Григоровича Кінаша (1900 р.н.), у грудні — бухгалтера радгоспу Костянтина Васильовича Рекутова (1896 р.н), Павла Івановича Нечипоренка. 23 лютого 1938 року арештований і відправлений на 5 років у табори завідувач аптеки 50-річний Іван Вареснович (Вареснофійович) Краснодимський; був арештований, ув'язнений, а через рік у лютому 1939 року відпущений Семен Якович Биндас, 5 років відсидів у в'язниці військовослужбовець Петро Максимович Мажуда (1907 р.н.). 1939 року арештований рахівник колгоспу Іван Максимович Шевченко та за відсутністю доказів його вини — випущений. Всі, перелічені люди, реабілітовані.
Перед війною у селі працювали пошта, клуб, дитсадок, клуб радгоспу, школи, лікарня. Будівництво нової школи розпочалося ще 1929 року. На сесії Великобурімської сільської ради вирішили: для виведення цоколя і стін використати будматеріал з руїн палацу князів Кантакузіних. Але цього було замало, коштів не вистачало. Звернулись до інспектора по народній освіті Дубосарської з клопотанням про виділення 40000 карбованців. Рішення було позитивне, але адмінреформа 1930 року, потім голодні 1932–1933 років завадили виділити цю суму повністю. Лише весною 1934 року було зведене нове приміщення 7-річної школи, директором став М. А. Приходько. Незабаром школа була перетворена в середню (перший випуск 1938 року), директором школи працював Григорій Михайлович Новохатько. У 1939-1941 рр. школу очолював Семен Пилипович Орда. В селі працювала ще одна школа, приміщення збудоване 1937 року. З 1934 року почали демонструватися кінофільми. У сільському клубі ставилися вистави. Перші місця на районних змаганнях неодноразово виборювала волейбольна команда радгоспу «Велика Бурімка», а легкоатлет Лебеденко був найкращим бігуном у районі. Земляк Севастіян Тимофійович Храпко у 1939-1940 роках за мужність у боротьбі з фінами нагороджений орденом Червоної Зірки.

### Друга світова війна
З приходом війни відбувалась мобілізація дорослого чоловічого населення до Червоної армії. У серпні почали готувати до евакуації на схід техніку, худобу, людей. Уже йшла війна, а середня школа готувалася до нового навчального року. 15 серпня 1941 року директором призначений Антон Родіонович Івченко. Попрацював він до 18 вересня. Фронт наближався до Дніпра. Майже місяць воїни 38-ї армії і народне ополчення обороняли Черкаси. У вересні розпочалися кровопролитні бої під Бурімкою. Воїни 212-ї стрілецької дивізії відступали на Оржицю двома маршрутами, один з яких — через Вереміївку, Жовнине і вгору по Сулі через Велику та Малу Бурімку. Вирватися з ворожого оточення більшості воїнів не вдалось, а 20 вересня село було окуповане німецькими військами.
На окупованій території у лісах діяв з осені 1941 до 24 квітня 1942 року партизанський загін з 42 осіб. Командир — голова колгоспу «Перше травня» Дмитро Самсонович Комашко (1902-1942), комісар — голова Чорнобаївського райвиконкому (1938 року був головою сільради) Михайло Трохимович Славський (1907-1942). До загону входили секретарі Чорнобаївського райкому партії — Ігор Антонович Гичка (1903-1942), Гаврило Іванович Зазимко, а також Володимир Максимович Бабич (голова колгоспу), Омелько Павлович Шпильний (голова колгоспу), Микита Михайлович Моложавий, Іван Федосійович Гаркуша, Федір Охтоподович Панченко, Іван Остапович Комашко (голова ССТ), Федір Іванович Бородай з дружиною, лісники Дмитро Панасович Кириленко, Андрій Миколайович Кириленко та Никифор Сидорович Онейко. В загоні воювали й військові, які потрапили у вороже оточення. Партизани зривали мости на Сулі, руйнували залізниці від Кременчука до Хорола, псували телефонні лінії, розповсюджували у навколишніх селах листівки з повідомленнями Радінформбюро, перешкоджали німцям вивозити до Німеччини людей, худобу, виводили з ладу німецькі автомобілі. У квітні 1942 року відбувся останній бій з окупантами, у якому загинули і тяжко поранені 15 партизанів, ті, хто залишився живий, були закатовані.
У селі діяла підпільна група на чолі з Григорієм Пляченком, зв'язківці з партизанським загоном, база якого розташовувалась у Чубаровому лісі. Після знищення партизанського загону влітку 1942 року розпочалися жорстокі розправи. Лише у Золотоноші закатовано 46 осіб, у селі біля школи серед білого дня вбили фельдшера Чемеринську Софію Самійлівну та її дітей Аллу і Володимира. До Німеччини на підневільну працю за 1942—1943 роки вивезено 210 осіб, з них не повернулося 51 особа (дані на 29 вересня 1948 року). У часи окупації на базі племзаводу «Велика Бурімка» окупанти створили держмаєток, працював держмлин, а у селі замість 4 колгоспів — 4 громдвори (№ 1, 2, 3 та 4). Людей гонили на роботу в громдвори, на торф'яники у Мохнач, примушували платити податки, існувала ціла система штрафних санкцій.
У серпні 1943 року десантувався партизанський загін М. Р. Соболєва-Кузьміна, направлений Українським штабом партизанського руху, у складі якого воювали і великобурімчани. Метою десанту було забезпечити переправу наступаючих радянських військ через Дніпро, завдати ударів відступаючому ворогу з тилу. 23 вересня село було визволене. У боях за Батьківщину брали участь більше 850 жителів села, з них 510 загинули. Гордістю Великої Бурімки є її уродженець Герасименко Василь Пилипович, що пройшов шлях від рядового червоноармійця в 1-му революційному батальйоні імені Сорокіна 918 року до генерал-лейтенанта. Його ратний подвиг відзначений 2 орденами Леніна, 4 орденами Червоного Прапора, орденами Суворова І і II ступенів тощо. Напередодні війни він був заступником командуючого військами КОВО, а у кінці — перший і останній Нарком (міністр) оборони УРСР (березень 1944 — жовтень 1945 років). У селі є братська могила 23 невідомих солдат, що загинули в боях за село. Тут похований капітан Михайло Сергійович Кирпичов — командир партизанського загону № 29 імені Щорса, майор Тихін Юхимович Столяренко — комісар. Імена полеглих в бою та закатованих односельців записані в «Книгу Пам'яті» села та викарбувані на Обеліску Слави, побудованому 1960 року. Село пам'ятає Василя Прокоповича Шабанова (1905–1963) — підполковника, Героя Радянського Союзу, нагородженого орденами Леніна, Червоного Прапора, Суворова III ступеня та Олександра Невського, численними медалями. Учасником Параду у Москві на 24 червня 1945 року, був великобурімчанин, воїн 3-го Білоруського фронту Іван Петрович Тертишник, який визволяв Білорусь і Прибалтику. Удостоєний багатьох нагород і серед них медаль «За взяття Кенігсберга».

### Повоєнні роки
Восени 1943 року відновили роботу сільська рада, всі 4 колгоспи, племзавод, школа, МТС, пошта, лісництво, лікарня на 15 ліжок. Розпочалась відбудова. Відступаючи, гітлерівці лише з території колгоспу «Більшовик» забрали (в документі — «угнали») 130 голів коней, 260 корів, спалили середню школу, МТС, гуртожиток радгоспу [78, 13]. У такому ж стані були й інші колгоспи.
12 листопада 1943 р. в село приїхав завідувач райземвідділом Григорій Іванович Середа, який за дорученням Чорнобаївського РВК провів нараду з активом села, керівниками місцевих організацій і підприємств, на якій заслухали питання організації роботи і відбудови колгоспів. Їх в "селі після визволення було 4, як і до війни: «Більшовик» — 309 господарств, ім. Воровського — 217, ім. Кірова — 170, «Ударник» — 220. Уже й посіяли озимину відповідно на площі 300, 273, 284 і 212 гектарів [81, 18]. Від колгоспів на нараді були: В. Кравченко, І. М. Христенко, В. У. Герасименко, І. Я. Моложавий. Говорили й про відбудову радгоспу (директор П.Загребельний), МТС (директор Я. Т. Свічаров, агроном І. К. Мірошниченко). На нараді присутній голова сільради С. П. Орда, директор Великобурімської НСШ Петро Гордійович Кирилюк (його призначено за дорученням партизанського загону та голови сільради). Школа розпочала роботу в недобудованому до війни будинку та в хатах селян, без палива, лавок, столів, «бочок» для води.
На все село лише 3 трактори в МТС просто неба. Врожай в полі не весь зібраний. Тому секретар парторганізації села Петро Григорович Марейчев запропонував мобілізувати корови колгоспників «для уборки хліба, махорки, олійних культур» [82, 1-4].
Треба було здавати в фонд Червоної армії і Військово-Морського флоту хліб, м'ясо, молоко, овочі, яйця, заготовляти тютюн, сіно, збирати кошти на танкову колону і бойову ескадрилью «Звільнена Полтавщина» [3, 388].
Готувались до першої весни на звільненій від ворога землі. Весною 1944-го прийшла підмога.
Переслідуючи відступаючого ворога війська Воронезького (з 20.10.1943 р. — І Українського), Степового (з 20.10.1943 р. — ІІ Українського) фронтів відбили награбовану живність (корів, коней) і передали навколишнім господарствам. Так у колгоспі «Більшовик» станом на 16.04.1944 року, як писала газета «Світлий шлях» конеферма нараховувала вже 105 голів.
Зі сходу поверталась евакуйована техніка (до війни на полях колгоспів працювало 22 трактори та 8 комбайнів Великобурімської МТС, на полях радгоспу — 7 тракторів і 2 комбайни) [81, 71]. За трактор сідали дівчата і жінки. Частина з них ще й до війни працювали трактористами. Устя Луківна Стеблина, Ольга Якимівна Вербицька і тепер збирали своїми руками зі збережених, знайдених запасних частин трактори ХТЗ, а дівчата Ярина Никифорівна Бондаренко, Марія Дмитренко, дочка фронтовика, який безвісти загинув у грудні 1943 року, рядового Петра Семеновича Олійника (1903 р.н.) Марія Петрівна закінчили 2-місячні курси при Богодухівській МТС і працювали так, що про них писали газети (газ. «Світлий шлях» — 1944, 7 листопада), а в 1946 році Я. Н. Бондаренко, О. Я. Вербицька, М. П. Олійник нагороджені медалями «За доблестный труд в Великой Отечественной войне» [80, 54]. Завдяки самовідданій праці колгоспи «Більшовик», ім. Воровського (голови Михайло Васильович Панаско, Іван Мусійович Христенко) одними з перших в районі закінчили посів озимих в 1944 році, а агротехнік колгоспу «Більшовик» Федір Григорович Цаца за одержання високого врожаю зернових по 17 цнт/га (по району — 13,8 цнт/га) 24 вересня 1944 року, в першу річницю визволення Полтавщини, був занесений на районну Дошку Пошани. Такої ж честі удостоїлись: Яків Минович Дзюба — тракторист Великобурімської МТС, який на тракторі ХТЗ при сезонній нормі 442 га впорав 462 га і зекономив пального 540 кг, старший агроном МТС Євмен Карпович Андрущенко, свинарка колгоспу «Більшовик» Палажка Арсеніївна Захарченко, яка одержала по 23 поросят від свиноматки, голова цього ж колгоспу інвалід Великої Вітчизняної війни Михайло Васильович Панаско (колгосп ще до 18.09.1944 розрахувався з державою по продажу хліба) та бригадир рільничої бригади колгоспу «Ударник» Олександра Никифорівна Мельниченко, бригада якої одержала по 27 цнт пшениці з гектара. [83]
У 1944—1945 рр. розпочало роботу ремісниче училище № 4 (директор Біляєв) по підготовці механізаторів для сільського господарства. У 1945 р. у Великій Бурімці створено глибинний пункт прийому зерна на 1500 т, що був філією контори «Заготзерно». Почав працювати промкомбінат. При колгоспах на час польових робіт створювались дитячі ясла. Дітьми-сиротами опікувались патронати. Сільська рада (головою працював Андрій Тимофійович Корсун, але 5 квітня 1946 року і він звільнений по ініціативі райвиконкому як такий, що не справився) мала декілька комісій: бюджетну, культурно-освітню, сільськогосподарську, шляхову, торгово-заготівельну, а з листопада 1944 р. ще й оборонну (очолював Микола Іванович Сологуб), яка дбала про підготовку допризовників, патріотичне виховання молоді і разом з бюджетно-фінансовою (Марія Тихонівна Вербицька) про виконання державно-військової позики. Великі проблеми виникали з налагодженням роботи школи, лікарні, амбулаторії.
У лікарні (лікар Бережний Т. Д.) працювало 13 осіб (разом з технічним персоналом). За лікарнею рахувалось 12,88 га землі [84, 51]. Щодня проводився прийом по 50-60 чол. хворих. 15 лікарняних ліжок не могли вирішити проблему стаціонарного лікування тих, хто потребував цього. В лікарні працювала баня і їдальня. Харчування погане, вода не підведена, транспорт відсутній [82, 31]. Не найкращі справи були з виконанням Закону про всеобуч і роботою 7-річної школи, розташованої в трьох приміщеннях: № 1, яку допомагали ремонтувати, виготовляли для неї меблі колгоспи ім. Воровського (у 1946 р. голова Павло Несторович Левченко) та «Ударник» (Артем Сергійович Хрипуха, пізніше Іван Васильович Захарченко); № 2 — на території колгоспу «Більшовик» (голова А. В. Кравченко, пізніше М. М. Захарченко); № 3 — на території колгоспу ім. Кірова (В.Запорожець, М. О. Олійник).
Голови колгоспів мінялися дуже часто, а допомога школі залишалася постійною: виготовляли столи, ослони, табурети, класні дошки. Спільно, всією громадою добудовували колишню 7-річну школу. Цим опікувались і МТС, і радгосп, і промкомбінат. На 1946—1947 н.р. набирався, як доповів у травні 1946 року новий директор школи Олексій Аркадійович Фініков, восьмий клас. Працювали в 2 зміни, але приміщень не вистачало. Тому на засіданні виконкому сільської ради у травні 1946 р. вирішили школі передати хату Григорія Пантелеймоновича Гармаша, що побудована в час німецької окупації «зі спільного матеріалу» (в цей час голова сільради Григорій Максимович Бабич).
У 1947 р. Великобурімська 7-річна школа реорганізована в середню (директор Іван Федорович Лукашевич, у 1950—1951 н.р. — Іван Терентійович Кучеренко). Довгий час директором школи працював Григорій Якович Рутківський — учасник Другої Світової війни, в 1953 р. за педагогічну працю нагороджений медаллю «За трудову відзнаку», завуч школи Леонід Григорович Брудзь — відомий краєзнавець, дослідник, автор нарису «Велика Бурімка», обидва в минулому завідуючі районним відділом освіти. Три рази обиралася депутатом обласної ради вчителька Ганна Омелянівна Гармаш. Великий внесок у розвиток народної освіти у 40-50-ті рр. XX ст. внесли Наталка Потапівна Свириденко, Олексій Данилович Бондаренко, Микола Платонович Панченко, Юрій Омелянович Відерніков, Віра Михайлівна Тельцова, Софія Митрофанівна Колісник, Ольга Денисівна Брудзь, Галина Карпівна Гармаш, Галина Кирилівна Рутківська, Парасковія Семенівна Юрченко, Явдоха Тимофіївна і Федір Власович Коваленки, Андрій Хомич Ганнесин, Дмитро Микитович Руденко, Уляна Маркіянівна Панченко, Василь Софронович Цимбалій, Берта Юріївна Денисенко, подружжя Іван Наумович та Варвара Леонтіївна Матухно, Микола Нилович та Лариса Григорівна Чаун і Настя Никифорівна Кушнерова, Вася Свиридівна Андрущенко та інші.
У VIII-Х класи середньої школи ходили учні з с. Мохнач, Мала Бурімка, Лукашівка. Так, у 1952—1953 н.р. в школі було 19 класів — 540 учнів. Крім того працювала вечірня школа сільської молоді. Проте ще і в 1954 році не був виконаний Закон про загальне обов'язкове навчання. Школа ще працювала в трьох приміщеннях. Відбудова соціально-економічного життя проходила в складних умовах.
1946-ий тяжкий, голодний рік. Урожайність через посушливу весну мінімальна: к-п ім. Кірова — 1,9 цнт., Воровського — 2,2, «Більшовик» — 3,1, і лише в «Ударнику» вища — по 6,9 цнт. з гектара.
На трудодень колгоспники одержали відповідно по 130,150,170 і 170 грами зерна. Йшла голодна весна 1947-го. Вжиті додаткові заходи по організації гарячого харчування, забезпеченню молоком і хлібом шкіл, лікарні, дитячих ясел; відремонтували і організували випічку хліба у сільській пекарні. Комбінат виготовив хлібну будку для розвезення печеного хліба. [85, 40] Смертності від голодування, як і в 1932—1933 рр., не допустили. [86, 85-88 зв]
В ці тяжкі роки своєчасну допомогу хворим надавав колектив дільничної лікарні (лікар Олексій Федорович Кузяшев), яка обслуговувала 5 сіл.
Найкращі результати мав радгосп «Велика Бурімка», в якому в 1948 р. нараховувалося: свиней — 104 голови. ВРХ — 100, птиці — 210. Урожай зернових у 1947 р — 12,4 цнт/га, а в 1948 р — 17,6 цнт. У 1949 році ланкова радгоспу Тетяна Федорівна Олійник нагороджена орденом Леніна. Працювала радгоспна електростанція, що давала струм і в центр села Велика Бурімка. Побудовано новий свинарник, пташник, цегельний завод. [87, 87,88] Ще в 1946 році своїми силами зібрали автомашину ГАЗ-АА. [3, 396]
У 1947 році відбулися вибори депутатів сільської ради ІІ скликання (перші після війни). В них з 2620 виборців села взяли участь у голосуванні 2619 чол. Активність небачена!
Обрано 25 депутатів, серед яких 11 учасників Великої Вітчизняної війни, 14-нагороджених орденами і медалями, 10 жінок. А першу сесію сільської ради відкрив найстаріший депутат, депутат ще першого довоєнного скликання Артем Максимович Хрипуха. Одностайно обрали виконком і запропонували Андріяна Давидовича Шрамка на посаду голови виконкому, але в зв'язку з його відмовою головою сільради обрано Петра Семеновича Биндаса. Проте це скликання і наступне (до 1952 року) головою сільради працював Іван Омелянович Іщенко. Серед членів виконкому IV скликання (головою сільської ради працював у 1952—1954 рр. Яків Тимофійович Свічаров). Іван Васильович Филь — директор радгоспу, Олександр Сергійович Денисенко — що очолив МТС після Я. Т. Свічарова. [78, 1-3; 88, 4-9; 89, 1-2, 16]
О. С. Денисенко був шанованою людиною в районі, депутат районної ради, а в 1952 році — член райвиконкому.
У 1949 р. у Великобурімській МТС працювало уже 47 тракторів і 15 тракторних бригад закріплених за навколишніми колгоспами.
В 1950 р. 4 колгоспи об'єдналися в один — «Більшовик», який почав функціонувати з січня 1951 року. Першим головою правління об'єднаного господарства був Дмитро Лаврентійович Черненко, а в березні 1952 року головою колгоспу «Більшовик» обраний Іван Іванович Рибчик. Господарство мало 4077 га земельних угідь, в тому числі 3769 га орної землі, спеціалізувалося на вирощуванні зернових культур, розвивалось і як господарство м'ясо-молочного напрямку. Традиційними залишалося садівництво і городництво. Учасник Великої Вітчизняної війни з першого її дня і до останнього — Дня Перемоги — Іван Іванович Рибчик тепер кував перемогу на фронті мирної праці. За успіхи у відбудові народного господарства (до 1952 року він працював керуючим відділком Красенівського бурякорадгоспу), у 1948 р. нагороджений орденом Леніна. Знаючий спеціаліст (закінчив ще до війни Київський сільськогосподарський інститут), відмінний організатор трудового колективу, добрий, скромний, людяний — таким залишився він у пам'яті великобурімчан.
Племзавод «Велика Бурімка», як і раніше, мав 1752 га землі, в тому числі орної 1592 га. Славився високопродуктивним молочним стадом, розвинутим свинарством. З грудня 1948 року господарство очолив 34-річний Іван Васильович Филь, уродженець с. Крупське. Обидва воїни-фронтовики І. І. Рибчик і І. В. Филь дбали про розквіт тепер уже рідного їм села, що мало таку багатющу історію.
Йшли активні роботи по дальшому соціально-економічному розвитку села, поліпшенню його благоустрою. На вирішення цих завдань спрямовувалась робота депутатів сільської ради, всіх установ, організацій, колгоспу, радгоспу, МТС (з 1957 року директор Микола Ларіонович Кузьменко). Кожен рік приносив успіхи у виконанні наказів виборців. Ось хоча б 1958-ий. У звіті голови сільської ради Г. М. Бабича 17 грудня констатувалось:
— Закінчено будівництво середньої школи (в той час директором школи працював Микола Нилович Чаун). — Відбудовано в центрі села міст і впорядковано ставок. — Проведено 1,5 км водогону. — Безперебійно працювали млини. — Відкрито перукарню. — Налагоджене автосполучення з райцентром. — У лікарні обладнано рентген-кабінет. — Закінчується електрифікація і радіофікація села.(Радіофіковано 636 квартир: село електрифіковане на 70 %) [90, 22]
На зборах громадян села 3 січня 1959 року виборці схвально сприйняли звіт про зроблене та наголосили на тім, скільки ще треба зробити: розпочати будівництво Будинку культури, правлінню колгоспу пустити в дію цегельний завод, навести порядок у лісопарку і лісництві…Виборці дорікали: «рубають більше, ніж садять». Вирубані урочища: Таранове, Дібрівка, Казанок, Дубове, Олежяче, Джошине, Ярмолине, Подиркне — всього 327 гектарів. [91, 15-22]
Це, звичайно, пов'язане зі спорудженням Кременчуцької ГЕС, майбутнім розливом Кременчуцького водосховища і розливом нижньої течії р. Сула. Тоді, в 1956—1959 рр. переселенню підлягала частина села, зокрема Поділ. То були непрості часи, та все подолали.
У 1958 році Україною прокотився золотий дощ державних нагород. В числі нагороджених — Черкаська область (голова Черкаського ОВК І. К. Лутак), 110 передовиків виробництва тодішнього Чорнобаївського району. Серед них 6 представників виробництва з с. Велика Бурімка: ордена Леніна удостоєна доярка племзаводу «Велика Бурімка» Ганненко Марія Іванівна, ордена Трудового Червоного Прапора Филь Іван Васильович — директор племзаводу та Кузьменко Микола Іларіонович — директор Великобурімської МТС; ордена «Знак Пошани» — Горбачова Тетяна Никифорівна — доярка племзаводу; медалями «За трудову доблесть» нагороджені завідувач МТФ Гарната Олексій Родіонович та трактористка Великобурімської МТС Стеблина Устина Луківна (Указ Президії Верховної Ради СРСР від 26.02.1958).
У 1959 році виконком сільської ради прийнято постанову про присвоєння назв вулицям (до того часу навіть у документах сільської ради вживалися назви кутків, або колишніх колгоспів): Корейська, Тарасівська, Шевченківська, Садова, Піонерська, Комсомольська, Радянська, Першотравнева, Воровського, Партизанська, Новоселівська, Дружби, Ударницька, Моргунівська, Берег, Поділ, Місто, хутір Жовтневий (в адмінподілі 1959 р. він не значиться — авт.) [92, 14] А с-ще Великобурімського лісництва Чубарове зняте 12.07.1958 р з обліку. [3, 417] Берег, Поділ і Тараси переселені на нові вулиці Гагаріна і Корея. [75, 58]
У 1958—1959 році в селі відбулася ще одна реорганізація. У 1958 році було прийнято рішення про реорганізацію МТС у РТС (ремонтно-технічна станція).
Техніка передана колгоспам, внаслідок чого зміцніла і матеріально-технічна база колгоспу «Більшовик». Колгосп закупив тоді самохідні комбайни: «СК-3» — 2 шт., комбайни РЕМ-8 — 3 шт., трактори — 12 шт., сівалки — 8, культиватори — 8, і ін. [75, 58] Приміщення МТС передані: лікарні — 2, школі — 1 (під інтернат), робкоопу — 1, решта — філії Богодухівського РТС.
Тоді ж вирішили і благоустроїти центр села (винести звідти нафтобазу, впорядкувати шкільний спортивний майданчик, озеленити центр, передати школі сад на старому кладовищі і ін. [93, 32-44]
Ще в 1956 році депутати Великобурімської сільської ради, зокрема директор племзаводу І. В. Филь, голова колгоспу І. І. Рибчик, голова сільської ради Г. М. Бабич, директор середньої школи Г. Я. Рутківський, завуч Л. Г. Брудзь звернулися до Чорнобаївського райвиконкому з проханням надати допомогу у відновленні і збереженні лісопарку та перетворення його в парк-заповідник на площі 68 га (з них 16 на території племрадгоспу, а 52 га в Бурімському лісництві). Чорнобаївський РВК на засіданні 28.02.1956 р. підтримав це прохання і просив Черкаський ОВК видати постанову про перетворення лісопарку в парк-заповідник і його охорону. [3, 420] Постанова прийнята. А в наступні роки Великобурімське лісництво Золотоніського лісгоспзагу провело великомасштабні роботи по озелененню берегів Сули і Кременчуцького водосховища. Так і з'явилися дубові, липові, соснові, кленові насадження. Лише в 1971 році посаджено 50, а в 1972 році — 46 гектарів різних порід дерев.
Велику роботу провели лісники та ланкові Олексій Васильович Радько, Максим Олексійович Дмитренко, Микола Миколайович Маренич, технік-лісовод Григорій Антонович Плахотник, помічник лісничого Г.Киряченко, тракторист Йосип Дмитрович Василенко і ін. [94]
На карті з'явився крім Великобурімського, Сулинський заповідник. Пройшли роки… Стали велетнями колись молоді дуби і липи, акації і клени. Гордо оберігають береги красеня — Славутича і чарівної широкоплинної Сули, схиляють віти свої, віддаючи шану і повагу тим, хто їх посадив і виростив і тим, хто беріг рідну землю від поневолення упродовж віків.
Багато й інших завдань належало виконати. У 1960—1967 рр. головою сільради працював А. Д. Шрамко. В ці роки школі, яка взяла курс на удосконалення виробничого навчання і профорієнтації, племзавод предав 2 трактори, 2 комбайни, 25 одиниць інших сільгоспзнарядь, а колгосп виділив 25 га землі, де учні проводили дослідну роботу. Розширили лікарню до 35 ліжок. Краще стали працювати клуб племзаводу «Велика Бурімка» завідувач клубу Підгора В. Д. і щойно відкритий новозбудований сільський будинок культури, завідувач в 1964—1965 роках Гарната В. О., де ставилися п'єси, організовувалися концерти, діяла агітбригада. Республіканська молодіжна газета «Молода гвардія» тоді писала: «Василь Гарната, що завідує чудовим палацом у селі… став у цьому великому Будинку радості і світла дбайливим господарем, а це тому, що любить свою справу. До нього в заклад культури потяглася молодь, яка добре себе почуває і бере активну участь у художній самодіяльності, в концертах, звітах перед колгоспниками і громадськістю».
Колгосп очолювали після І. І. Рибчика — доброго і вмілого господаря, — Григорій Мартинович Резнік, Іван Іванович Романенко, Григорій Микитович Артеменко.
Згідно з Указом Президії Верховної Ради УРСР від 30.12.1962 р. «Про укрупнення сільських районів УРСР» Чорнобаївський район приєднаний до Золотоніського. В об'єднаному районі виявилося 2 колгоспи «Більшовик»: один в с. Дмитрівка, в якому працювала відома в Україні Герой Соціалістичної Праці (1958) доярка Валентина Миколаївна Левчик, а другий — у с. Велика Бурімка. От тоді й було перейменовано великобурімський «Більшовик» у колгосп «Маяк». У ті роки і пізніше завдяки працьовитим людям — колгоспникам і знаючим керівникам та спеціалістам він поступово і впевнено ставав Маяком на Чорнобаївській землі. Уже в 1964 році, як писала Золотоніська районна газета «Під прапором Леніна», колгосп «Маяк» (голова Різник Г. М., секретар парткому Романенко І. І., голова профкому Юденко Ф. С., секретар комсомольської організації Бондаренко М. О.) одним з перших у районі ще до 5 жовтня виконав план продажу зерна державі. [95]
04.01.1965 р. Чорнобаївський район відновлено в нині діючих межах. [3, 417]
Тоді, в 60-70-ті рр. господарство «Маяк» у передовиках ще не значилось. Та газети писали про його передових людей: механізаторів Бориса Яковича Калашника, Михайла Максимовича Петрушу, Михайла Андрійовича Кривошею, Михайла Йосиповича Таряника, Миколу Івановича і Василя Івановича Ганненків, Миколу Андрійовича Тригуба, Володимира Дзюбу, молоду трактористку Олю Запасну — переможця районних і призера обласних змагань трактористок 1979 року. [96]
Добра слава йшла про електрозварювальника Миколу Павловича Ємця, слюсаря Віктора Івановича Цацу, токарів Івана Олександровича Гармаша, Григорія Дмитровича Кононенка, водія Петра Андрійовича Щербака, зав. РММ Василя Івановича Наливайка.
Кінець 60-х — 70-ті роки були роками дальшого успішного економічного і соціального розвитку племзаводу «Велика Бурімка», який ще з 1955 року постійний учасник ВДНГ в Москві, не раз заносився на обласну Дошку Пошани, до «Золотої книги пошани». В 1961 році до неї був занесений старший агроном, тоді вже заслужений агроном УРСР Борис Петрович Таран, а в 1963 році і колектив радгоспу, директор І. В. Филь, секретар парторганізації Ю. М. Бафталовський. Господарством близько 30 років керував, удостоєний багатьох військових нагород і нагород за трудові здобутки: ордена Леніна (1966 р.), ордена Жовтневої революції (1971 р.), двох орденів Трудового Червоного Прапора (1958, 1973) та ін. Іван Васильович Филь — людина невичерпної енергії, ініціативна, наполеглива у досягненні мети, вмілий організатор трудового колективу, шанований і в районі і в області. Неодноразово обирався депутатом обласної (1965) та районної рад.
Господарству присвоєно звання високої культури землеробства і тваринництва. Надійними помічниками директора І. В. Филя, а потім його наступника Володимира Степановича Дерев'янка були Володимир Федорович Шепель, Іван Прокопович Кривич, головний механік Семен Макарович Чумак, головний зоотехнік Микола Григорович Рудник.
Та вагоме джерело успіху — самовіддана, високопродуктивна праця рядових робітників — кадрів масових професій. Лише в 1971—1986 рр. урядових нагород удостоєні крім директора І. В. Филя, головного агронома В. С. Дерев'янка (у 1975 р. нагороджений орденом «Знак Пошани»), головного механіка С. М. Чумака (у 1971 р. нагороджений орденом Трудового Червоного Прапора), ще понад 30 передовиків: Кулик Харитина Максимівна — свинарка, нагороджена двома орденами Леніна (1966, 1973), ордена Трудового Червоного прапора удостоєні Пандас Євдокія Григорівна (1974 р.) ще і Почесною Грамотою Президії Верховної Ради УРСР, Мусійчук Степан Федорович — тракторист (1972), Безуглий Федір Андрійович — тракторист (1973), Бондаренко Ніна Федотівна — свинарка (1976), Крючка Іван Єлисейович — тракторист (1977), Бондаренко Ганна Петрівна — доярка (1981), у 1985 р. була удостоєна ще й ордена «Дружби народів»; Заковиріна Лідія Миколаївна — свинарка (1982) у 1973 р. — орден «Знак Пошани».
Ордена «Знак Пошани» удостоєні: Шрамко Ніна Федотівна — свинарка (1971), Храпко Ганна Петрівна — доярка (1971), у 1973—1975 рр. обиралась депутатом обласної ради; Гармаш Іван Павлович — тракторист (1973), Коханич Михайло Іванович — ланковий (1975), Хрипуха Володимир Кирилович — тракторист (1976).
Орден Трудової Слави III ступеня одержали: доярки Рудик Наталія Андріївна (1976), Наконечна Ольга Олександрівна, Олійник Варвара Матвіївна (1976) та ланковий Запасний Микола Семенович (1977). Медалями відзначена у 70-ті роки праця механізаторів Хрипухи Василя Артемовича, Кривича Івана Івановича (обраного в 1982 році депутатом районної ради), ланкової Шопа Надії Петрівни, комбайнера Кучера Антона Івановича, шофера Московця Сергія Григоровича… А скільки їх, щедрих на працю і добро, оминули державні нагороди.
У 1979 році за успіхи, досягнуті в розвитку сільського господарства, Головний комітет ВДНГ СРСР нагородив Дипломом II ступеня і автомобілем УАЗ — 469 Б держплемзавод «Велика Бурімка»; Срібною медаллю — Дерев'янка Володимира Степановича — директора, Шрамко Ніну Федотівну — свинарку, Кулик Євдокію Василівну — свинарку; Бронзовою медаллю — Рудника Миколу Григоровича — головного зоотехніка, Волошин Ольгу Іванівну — головного економіста, Олійник Варвару Матвіївну — доярку, Рудик Наталію Андріївну — доярку. Дипломом II ступеня і грошовою премією в сумі 70 крб. нагороджено Безуглого Федора Андрійовича — механізатора племзаводу. [75, 53]
З кожним роком зростала продуктивність молочного стада. У 1983 році доярки племзаводу Тетяна Никифорівна Горбачова, Г. Г. Ткаченко, Н. М. Войденко, Ганна Петрівна Бондаренко, успішно подолали 5-тисячний рубіж надоїв молока від кожної корови, зайняли перші місця серед доярок району. Того року праця доярки Тетяни Никифорівни Горбачової, яка більше чверті століття віддала роботі на фермі, не раз обиралася депутатом районної і обласної ради, вміло наставляла молодих доярок, була високо оцінена державою — до численних нагород, які вона мала — орден «Знак Пошани» (1958), Трудового Червоного Прапора (1971), ордена Леніна (1974), тепер додалася ще Золота Зірка Героя Соціалістичної Праці (Указ Президії Верховної Ради СРСР від 21.12.1983).
У 1986 році успіхи тваринників були ще вищими. В ряди 5-тисячниць послідовниць Т. Н. Горбачової стали Наталія Андріївна Рудик, Людмила Печеряга, В. М. Олійник, Л. І. Назаренко, О. В. Луценко, Г. П. Лук'яненко.
У 1986 році велика група передовиків сільського господарства одержала урядові нагороди. Серед них директор держплемзаводу Дерев'янко Володимир Степанович — орден «Жовтневої революції», тракторист Керей Василь Іванович — орден «Дружби народів», головний зоотехнік-селекціонер Білецька Ганна Іванівна, свинарка Радченко Марія Іванівна, бригадир Запасна Антоніна Михайлівна нагороджені орденами «Знак Пошани», доярка Рудик Наталія Андріївна — орденом Трудової Слави III ступеня.
У 1985/1986 році, успішно провівши зимівлю худоби, колектив нагороджений перехідним Червоним прапором РК КПУ, РВК, райкому профспілки працівників сільського господарства та грошовою премією. Почесною Грамотою РВК і грошовою премією нагороджена Т. Н. Горбачова, а телятниця Дмитренко Надія Олександрівна — туристською путівкою.
У 1986—1988 рр. колектив племзаводу (директор В. С. Дерев'янко, секретар парторганізації І. П. Кривич, голова профкому Л. М. Пугач, головний зоотехнік О. І. Білецька), у 1989 р. колектив МТФ (завідуюча А. І. Мироненко) виходять знову переможцями районного змагання серед тваринників, заносяться на районну Дошку Пошани.
Господарство мало високу рентабельність. Одержані прибутки вкладались і в соціальну інфраструктуру. Для робітників побудовано більше 100 квартир, у 1985 році відкрито типове приміщення Будинку культури з глядацькою залою на 300 місць, бібліотекою, кімнатами для гурткової роботи. У 1986 році введена в дію дитяча дошкільна установа «Лісова казка» на 140 місць. У центрі робітничого поселення — адмінбудинок.
Переважно за кошти племзаводу його територія благоустроєна, вулиці заасфальтовані, а квартири зі всіма зручностями. Таким входив радгосп у нові часи свого розвитку в незалежній Україні.
Колгосп «Маяк» у 70-ті роки через часту зміну керівників (Г. М. Артеменко, секретар парторганізації А. М. Камша, потім В. А. Корнієнко, секретар парткому М. І. Назаренко) розвивався дещо повільнішими темпами. Непокоїла районні органи та й самих великобурімчан низька продуктивність молочного стада, повільне нарощування свинопоголів'я. Працювали над підвищенням врожайності колгоспної ниви, удосконаленням кормовиробництва, племінної справи. У 1971—1977 рр. праця багатьох трудівників відзначена урядовими нагородами. Серед нагороджених орденом Трудового Червоного Прапора ланкові Валах Тетяна Пилипівна (1971), Панаско Параскева Карпівна (1973), газоелектрозварювальник Бабич Віталій Порфирович (1975), комбайнер Свиридов Олександр Іванович (1976), бригадир Горбик Микола Порфирович (1977). Про Свиридова Олександра Івановича (нагородженого ще в 1973 р. орденом «Знак Пошани»), як найкращого комбайнера не лише колгоспу, а й району, писали газети, його портрет займав багато років почесне місце на районній Дошці Пошани, він обирався депутатом сільської і районної ради. А вінцем визнання його трудових успіхів став Указ Президії Верховної Ради УРСР від 27.02.1985 р. про нагородження його Почесною Грамотою Президії Верховної Ради УРСР.
Ордена «Знак Пошани» удостоєні завідувач виробничою дільницею Головко Петро Іванович, доярка Скачко Марія Миколаївна (1971), водій Костюк Петро Самійлович (1976), тракторист Захарченко Михайло Федорович (1977).
Орденом Трудової Слави III ст нагороджені чабан Чікота Олександр Васильович (1975), водій Дзюба Микола Михайлович та тракторист Тертишник Микола Кіндратович (1977).
Ланкові Руденко Марія Іванівна, Руденко Ганна Леонтіївна та Коряка Надія Андріївна, агроном Васюта Іван Федорович, трактористи: Панченко Віталій Михайлович, Кравченко Іван Григорович, доярка Тукало Ганна Олександрівна, водій Кравченко Анатолій Васильович нагороджені медалями «За трудову доблесть», а ще 11 передовиків виробництва: комбайнери Замула Афанасій Семенович, Запасний Іван Миколайович, водії Панченко Кузьма Васильович, Московець Сергій Григорович, Храпко Іван Прохорович, трактористи Корчан Микола Петрович, телятниця Храпко Ганна Василівна, птахарка Руденко Ганна Іванівна удостоєні медалі «За трудову відзнаку». Серед нагороджених немає ланкової Ганни Панасівни Горбик, але сумлінна трудівниця, у 1975 і 1977 роках обиралась депутатом Черкаської обласної ради. [97]
Більшість нагороджених — працівники поля: ланкові, трактористи, комбайнери і менше — працівників тваринництва. Хоча й серед тваринників було багато працьовитих людей, що вставали ще лиш сходила ранкова зоря і народжувався світанок.
Варварі Григорівні Фірсовій вдалося надоїти у 1975 р. понад 3000 кг молока від корови. Через три роки, в 1978-му доярки Н. В. Савченко та О. А. Боровик подолали рубіж надоїв молока від корови — по 3500 кг проте в наступні роки досягнуте втримати не вдалось.
До керівництва господарством у 1980 році прийшов Микола Кирилович Євсевський — молодий, енергійний, знаючий спеціаліст, що мав уже досвід роботи бригадира, агронома, партійного вожака в колгоспах ім. Устименка (с. Крутьки) та ім.. Суворова (с. Кліщинці), його заступником спочатку працював П. С. Шулежко, з 1982 року В. С. Бреус, в 1985 р. — М. М. Забара.
Нові керівники удосконалили структуру виробництва. Замість 3 рільничих і 3 тракторних бригад створили по одній, доручивши керівництво рільничою бригадою агроному з вищою освітою, великим життєвим і практичним досвідом Петру Івановичу Головку, а керівництво тракторною бригадою — Миколі Федоровичу Писаренку, спеціалісту середньої кваліфікації, що пройшов шлях від рядового механізатора до керівника підрозділу.
Підбір і розстановка кадрів, виходячи з їх ділових якостей, підвищення агротехніки дали позитивні наслідки. У 1982 році на кожному з 1000 га зібрали по 48,8 цнт. пшениці — небачений врожай для великобурімчан. За 2 роки (1981—1982) на 700 тонн перевиконали план продажу хліба державі. У 1982 році валовий збір становив 8037 тонн. У 1983 неврожайному році на круг зібрали по 31,7 цнт зернових, що на 3,8 цнт вище середнього районного рівня.
Особливе занепокоєння викликав стан тваринництва. Мобілізували зусилля зооветслужби (зоотехнік В. І. Безхижко, ветлікар Л. Г. Безхижко) на удосконалення племінної роботи, збереження поголів'я, впровадили передовий досвід кормовиробництва, розвитку свинарства і, як наслідок, уже в 1982 році одержали по 26,7 поросят від свиноматки, а свинарка Т. М. Кривошея — по 32. доглядач великої рогатої худоби М. А. Панаско середньодобовий приріст молодняка ВРХ довів до 1 кілограма. Микола Андрійович як учасник ВДНГ у 1983 р. нагороджений Бронзовою медаллю і цінним подарунком. Дещо підвищилася продуктивність молочного стада. [98]
У 1984—1985 рр. МТФ колгоспу (бригадир Антоніна Григорівна Кривич) здобула перемогу в районному змаганні за успішне проведення зимівлі худоби, а колгосп (голова М. К. Євсевський, секретар парткому М. М. Забара, голова профспілки Г. М. Федорцова, головний зоотехнік В. І. Безхижко) здобув перемогу в районі по розвитку тваринництва в І півріччі 1985 року.
Доярка Ганна Сергіївна Захарченко у 1985 році обрана депутатом Черкаської обласної ради.
У 1984 році вдалося реально вийти на надої по 3000-3500 кг від корови. Планова племінна робота і напружена праця людей давала зримі плоди.
У 1986 році оператор машинного доїння корів Мартинченко Тетяна Юхимівна та завідувач МТФ Підгора Надія Іванівна були нагороджені орденами «Знак Пошани», а на районну Дошку Пошани занесена доярка Руденко Ганна Миколаївна.
У серпні 1986 року орденами Трудової Слави III ст. нагороджені водій Дзюба Микола Михайлович, тракторист Тертишник Микола Кіндратович, завідувачка МТФ Кривич Антоніна Григорівна. А ще такої ж нагороди удостоїлась листоноша Василенко Галина Іванівна, що працювала вже 18-й рік. Медаллю «За трудову доблесть» нагороджений тракторист Кравченко Микола Кирилович, а медаллю «За трудову відзнаку» — доярка Руденко Ганна Миколаївна, яка працювала на фермі понад 18 років.
У 1988 році зав. МТФ Антоніна Григорівна Кривич — делегат ІУ Всесоюзного з'їзду колгоспників у Москві.
На призові місця в районі вийшли доглядачі худоби М. С. Карасенко, А. В. Головко.
А в 1990 році вже 6 доярок господарства: Н. М. Баль, Т. Ю. Кривич, Н. В. Соколова, Н. М. Захарченко, Г. Ф. Гузій, М. С. Биндас надої молока від корови довели до 4593-4005 кг.
За 10 років, відколи прийшла нова команда Миколи Кириловича Євсевського, колгосп перетворився у високорентабельне, прибуткове господарство. І це, як бачимо, намітилось з перших років.
У 1983 році колгосп одержав 2 млн. 457 тис. крб. валового доходу, в тому числі чистого — 1363 тис., а рівень рентабельності досяг 64,6 процента. [98]
Така тенденція продовжувалась і в наступні роки. Господарство продавало щороку державі 4500 тонн зерна, 20 тис. тонн цукрового буряка, 3 тис. тонн молока, 750 тонн м'яса. На фермах утримувалось 3500 голів великої рогатої худоби, 3000 свиней, 1200 овець, 10 тис. кролів, 300 тис. гусей. Колгосп мав 8 інкубаторів для розведення птиці і для колгоспу та жителів села і для продажу в інші господарства району та за його межі. [99, 6] Левова частка надходжень спрямовувалась на капітальне будівництво, на соціально-культурний розвиток села. За активної співпраці правління колгоспу з виконкомом сільської ради (у 60-80-ті рр. його очолили Іван Сергійович Сухенко, Галина Антонівна Чорна, Михайло Олексійович Якуба, Ольга Іванівна Волошин, Катерина Петрівна Цимбалій) добудована середня школа, де розмістились всі класи, навчальні кабінети, їдальня, майстерні, спортивний зал. Збудована колгоспна їдальня і гуртожиток, кормоцех, криті токи, цілі вулиці будинків спеціалістів; закінчували будівництво водогонів, доріг. Остаточно впорядкували центр села. Відремонтували Будинок культури, технічну майстерню, баню, магазини, кафе, ввели в дію перший в Україні колгоспний Будинок ветеранів і їх прикладу послідували інші села, колгоспи і радгоспи. Турбуючись за старих і немічних, подбали й про найменших. Найбільшою окрасою Великої Бурімки став двоповерховий дитячий садок «Казка» з автономним опаленням, каналізаційною системою, плавальним басейном (перший в районі в дитячому садку), теплицею, широким доглянутим подвір'ям, дитячими майданчиками. Успішна робота голови колгоспу «Маяк» М. К. Євсевського стала стартом в його неспокійне життя керівника району в перші роки Незалежності України.
У 1990—1999 рр. він заступник голови, голова райвиконкому, представник Президента, голова районної ради двох скликань.
Відбулися зміни і в економічних відносинах. Колгосп «Маяк» спочатку реорганізований у ПСП «Маяк» (В. О. Корецький, М. М. Шаповалов), а з 2000 р. — у СТОВ «Маяк». Його очолив В. І. Кузьменко, а з 2004 року Сергій Васильович Лихошерст, який діє за принципом «Ніхто нам добра не зробить, якщо ми самі не справимося». В його команді досвідчені ще з минулих років спеціалісти: заступник з рослинництва Василь Васильович Довганич, головний бухгалтер Наталія Михайлівна Півторацька, інженер Олександр Володимирович Підгора, енергетик Олександр Андрійович Олійник, головний ветлікар Юрій Васильович Сливка, інженер-будівельник Олександр Михайлович Упир, завідуюча свинофермою Любов Олександрівна Храпко, молочно-товарною Дмитро Григорович Цимбалій і багато працівників масових професій — людей знаючих, трудолюбивих, відданих своєму селу, своїй землі.
СТОВ «Маяк» — одне з найпотужніших у Чорнобаївському районі, стабільно міцне господарство, що обробляє 6,4 тис. гектарів землі. Має стабільно високі врожаї сільськогосподарських культур. Тут найбільша на Черкащині овочева плантація, що постачає сировину для консервних заводів, зокрема ПП «Агроспецпроект». Левова частина доходів вкладається в соціальну інфраструктуру села. [100] Успішно працює ВАТ «Велика Бурімка».
У селі є фермерські господарства «Юрія» (О. І. Тертишник), «Лан» (В. Д. Стадник), «Ударник» (М. В. Панченко), «Надія» (В. В. Патлань).
Гарною, привітною, доглянутою і надзвичайно гостинною ввійшла Велика Бурімка у роки незалежності України. Такою вона залишається й нині, завдяки злагодженій роботі всіх організацій, активу, сільських голів Івана Прокоповича Кривича, а з 2001 року Наталії Миколаївни Кардаш. В селі успішно працюють 2 Будинки культури, 1 дитсадок, середня школа, сільська бібліотека, спортивний зал і стадіон, пошта, магазини, Будинок ветеранів. При Будинку культури працює хоровий колектив, жіночий і чоловічий ансамблі, драматичний колектив, який уже в роки Незалежності не раз виходив переможцем районних змагань. Так, в 2010 році в огляді драматичних колективів, присвяченому 170-річчю з дня народження великого земляка М. П. Старицького цей колектив (керівник Ірина Іванькіна) відзначений в номінації «За сценічні роботи аматорів драматичного жанру». У 2011 році удостоєний заохочувальної премії М. П. Старицького. Середня школа (з 1986—2001 рр. директор С. О. Панченко), з 2001 р. загальноосвітня школа I-III ступенів (директор Лариса Михайлівна Упир), успішно здійснює програму навчання і виховання підростаючого покоління — покоління, яке родилось уже в Незалежній Україні. Тут працює експериментальний майданчик Академії педагогічних наук України. [3, 500] Учитель школи Антоніна Іванівна Кінаш у 1971 році удостоєна ордена Трудового Червоного Прапора. Великобурімчани мають гордитись активним розвитком народної освіти в селі ще починаючи з 1845 року. Зі стін Великобурімської середньої школи вийшло багато випускників, які прославилися в багатьох галузях, серед них колишній працівник МЗС СРСР Ю. С. Гармаш. Полковники О. Ф. Ткаченко, В. В. Гармаш, заслужений лікар Російської Федерації (1996) Ю. О. Кузяшев, заслужений працівник соціальної сфери (2002) Ніна Михайлівна Ємець (Комашко).
Історія села, його людей, видатних постатей, відомих в Україні і за її межами, широко представлена у місцевому народному краєзнавчому музеї, започаткованому ще в 50-ті роки минулого століття краєзнавцями — вчителями Леонідом Григоровичем і Ольгою Денисівною Брудзь (нині директор Ірина Юріївна Іванькіна).
Незабаром у Великій Бурімці ще один ювілей — 100-річчя дільничної лікарні, в якій, крім уже згаданих в нарисі, працювали: фельдшер Петро Якимович Підгора, подружжя лікарів Захарових — Володимир Данилович та Галина Григорівна, Марія Матвіївна Івашова, завідувач аптеки Г. П. Тимофєєв, у 60-х рр. завідувач медпунктом Г. І. Альохін, медсестри Наталія Андріївна Овод, яка багато років, починаючи ще з 1947-го була депутатом сільської ради, очолювала медичну комісію [78, 1-2], Катерина Іванівна Васюта, Марта Степанівна Рибчик, Іван Григорович Руденко, Григорій Олексійович Невмивака, Олена Федорівна Нечипоренко, Лідія Корніївна Вігран, Феня Григорівна і Ліда Григорівна Горбанець. З 1999 р. розпочалася газифікація села. Того року газифіковано ВАТ «Велика Бурімка», у 2004 р. територія СТОВ «Маяк».
14 серпня 2007 р. відбулася церемонія відкриття й освячення церкви Св. Великомученика Дмитрія (священик О.Капій). Спонсором переобладнання і спорудження виступив ВАТ «Маяк» (С. В. Лихошерст). Церемонію освячення здійснив настоятель храму Іоанна Милостивого, що в Чорнобаї, протоієрей отець Орест. Щиро привітали з цією подією заступник голови РДА М. К. Євсевський, сільський голова Великої Бурімки Наталія Миколаївна Кардаш [102].
Велика Бурімка має велике наукове значення, як пам'ятка геолого-палеонтологічна, оскільки місцезнаходження фауністичних решток (мамонта, шерстистого носорога, зубра, дикого коня, гігантського оленя, гіппаріона) є єдиним відомим на даний час на Лівобережжі Середньої Наддніпрянщини і унікальною на території Черкащини, вік якої в межах 115—130 тис. років.
Тому Велика Бурімка має бути визначена як геолого-палеонтологічна пам'ятка природи регіонального значення і має охоронятися законом [101, 12; 3, 14,15].
На території Великої Бурімки виявлені кургани та поховання скіфсько-сарматського періоду (IX-І ст. до н. е. — І ст. н. е.)
Виявлено два городища Х-XI ст. Київської Русі та козацьке городище XVI-XVII ст. Перебувають під охороною держави. [3, 27,32,33] Городище літописного м. Римова як пам'ятка археології IX-XIII ст. занесена до Державного реєстру нерухомих пам'яток України, як об'єкт культурної спадщини національного значення згідно з Постановою Кабінету Міністрів України від 08.09.2009 № 928 [103,132]
У роки Другої світової війни на фронті служили понад 800 жителів, з яких понад 500 загинуло, більше 150 було вивезено до Німеччини.